# Szpital Żydowski w Lublinie
Szpital Żydowski w Lublinie – szpital przy ulicy Lubartowskiej 81 w Lublinie.
Szpital został zbudowany w 1886 roku. W latach 30. XX wieku szpital był najnowocześniejszym ośrodkiem medycznym w Polsce, posiadał ponad 100 łóżek oraz zatrudniał najwybitniejszych lekarzy, m.in. Jakuba Cynberga czy Marka Arnsztajna. W jednym z pomieszczeń znajdowała się synagoga przeznaczona dla personelu i pacjentów szpitala. Podczas II wojny światowej został ograbiony z cennej aparatury medycznej. 27 marca 1942 hitlerowcy wymordowali wszystkich pacjentów i część personelu.
Od zakończenia II wojny światowej budynek szpitala pełni funkcje medyczne. W budynku mieści się klinika ginekologiczno-położnicza. W 1986 roku na ścianie szpitala odsłonięto tablicę pamiątkową w dwóch językach: polskim i jidysz, informującą o dawnym przeznaczeniu budynku.